# Giuseppe Puglisi
Giuseppe Puglisi mais conhecido como don Pino Puglisi (don com n em língua italiana é sinónimo de padre, e Pino quer dizer Zezinho em gíria) (Palermo, 15 de setembro de 1937 - Palermo, 15 de setembro de 1993) foi um padre católico romano no bairro violento de Brancaccio, em Palermo. Ele desafiou abertamente a máfia que controlava o bairro e foi morto por eles no seu 56º aniversário. A história de sua vida foi recontada em um livro, Pino Puglisi, il prete che fece tremare la mafia con un sorriso (2013), e retratada em um filme, Come Into the Light (título original italiano Alla luce del sole) em 2005. Ele é a primeira pessoa morta pela Máfia que foi beatificada pela Igreja Católica.

## Ordenado sacerdote
Puglisi nasceu em Brancaccio, bairro operário de Palermo (Sicília), em uma família de recursos modestos. Seu pai era sapateiro e sua mãe costureira. Ele entrou no seminário aos dezesseis anos. Após a ordenação, trabalhou em várias paróquias, incluindo uma paróquia rural atingida por uma vingança sangrenta. 
Puglisi foi ordenado sacerdote em 2 de julho de 1960 pelo cardeal Ernesto Ruffini, de Palermo. Ruffini considerava o comunismo uma ameaça maior do que a máfia. Certa vez, ele questionou a própria existência da Máfia. À pergunta de um jornalista sobre "O que é a Máfia?" ele respondeu: “Até onde eu sei, pode ser uma marca de detergente”. Esta negação convenceu Puglisi da necessidade de desafiar as autoridades eclesiásticas. “Podemos, devemos criticar a Igreja quando sentimos que ela não responde às nossas expectativas, porque é absolutamente certo procurar melhorá-la”, disse ele. Com seu humor característico, Puglisi acrescentou: “Mas devemos sempre criticá-lo como uma mãe, nunca como uma sogra!”

## Padre antimáfia
Em 1990, Puglisi regressou ao seu antigo bairro Brancaccio e tornou-se pároco da Paróquia de San Gaetano. Ele se manifestou contra a máfia que controlava a área e abriu um abrigo para crianças carentes. Puglisi havia recebido outras paróquias da cúria local, em bairros menos problemáticos de Palermo, mas ele optou por San Gaetano.
Com pouco apoio da arquidiocese de Palermo, Puglisi tentou mudar a mentalidade de seus paroquianos, que estava condicionada pelo medo, pela passividade e pela omertà (silêncio imposto). Nos seus sermões, ele apelou para dar pistas às autoridades sobre as actividades ilícitas da Máfia em Brancaccio, mesmo que não conseguissem citar nomes. Ele recusou o dinheiro deles quando oferecido para as celebrações tradicionais dos dias de festa e não permitiu que os "homens de honra" da Máfia marchassem à frente das procissões religiosas.
Ele tentou desencorajar as crianças a abandonarem a escola, roubarem, traficarem drogas e venderem cigarros contrabandeados. Ignorou uma série de avisos e recusou-se a adjudicar um contrato a uma construtora que lhe tinha sido "indicada" pela Máfia para a restauração da igreja, onde o telhado estava a ruir. Aos paroquianos que tentaram reformar a questão foram enviadas mensagens fortes. Um pequeno grupo que se organizou para a melhoria social encontrou as portas das suas casas incendiadas, os seus telefones recebendo ameaças e as suas famílias avisadas de que coisas piores estavam por vir.
Morto em 15 de setembro de 1993 – aniversário de 56 anos de Puglisi – ele foi morto fora de sua casa por um único tiro à queima-roupa. Ele foi levado inconsciente para um hospital local, onde os cirurgiões não conseguiram reanimá-lo. O assassinato foi ordenado pelos chefes da Máfia local, os irmãos Filippo e Giuseppe Graviano.Um dos assassinos que mataram Puglisi, Salvatore Grigoli, mais tarde confessou e revelou as últimas palavras do padre quando seus assassinos se aproximaram: "Eu estava esperando por vocês".
O assassinato de Puglisi chocou a Itália. Houve um apelo imediato de oito padres em Palermo para que o papa viajasse a Palermo para estar presente no seu funeral. O Papa João Paulo II, porém, estava programado para estar na Toscana naquela data e não compareceu ao serviço fúnebre. Na missa fúnebre, o arcebispo de Palermo, cardeal Salvatore Pappalardo, pronunciou-se fortemente contra a Máfia, fazendo eco às palavras do Papa numa visita a Agrigento, na Sicília, poucos meses antes.
Em 14 de abril de 1998, os mafiosos Gaspare Spatuzza, Nino Mangano, Cosimo Lo Nigro e Luigi Giacalone foram condenados à prisão perpétua pelo assassinato de Puglisi. Os irmãos Graviano também foram condenados à prisão perpétua por ordenarem o assassinato.

## Legado

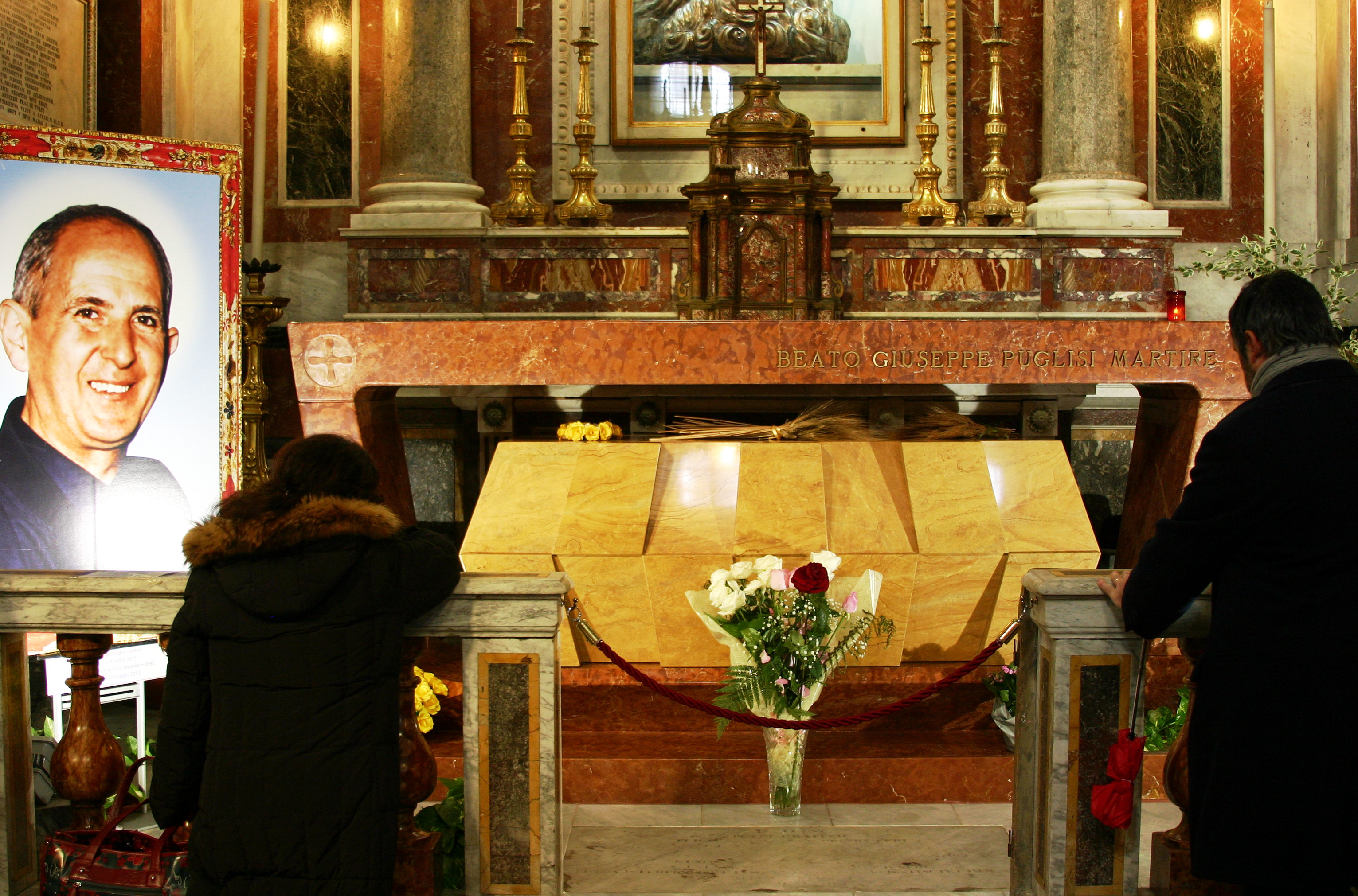
Túmulo de Giuseppe Puglisi na Catedral de Palermo.

Durante a sua visita à Sicília em novembro de 1994, o Papa João Paulo II elogiou Puglisi como um “corajoso expoente do Evangelho”. Ele exortou os sicilianos a não permitirem que a morte do padre tenha sido em vão e alertou que o silêncio e a passividade em relação à Máfia equivaliam à cumplicidade.
A postura retórica favorita de Puglisi – “Se ognuno fa qualcosa, allora si può fare molto” (Se todos fizerem alguma coisa, então podemos fazer muito) – está rabiscada nas paredes em Brancaccio.
Para sublinhar a sua convicção antimáfia, Puglisi compôs uma paródia do Pai Nosso na língua siciliana:

Ó padrinho para mim e minha família, você é um homem de honra e valor. Seu nome deve ser respeitado. Todos devem obedecer a você. Todos devem fazer o que você diz, pois esta é a lei daqueles que não desejam morrer. Você nos dá pão, trabalho; quem faz mal a você, paga. Não perdoe; é uma infâmia. Aqueles que falam são espiões. Depositei minha confiança em você, padrinho. Liberte-me da polícia e da lei.

## Beatificação
Em 1999, o Cardeal de Palermo iniciou o processo de beatificação de Puglisi , proclamando-o Servo de Deus.
Em 28 de junho de 2012, o Papa Bento XVI permitiu que a Congregação do Vaticano para as Causas dos Santos designasse Puglisi como mártir, num primeiro passo para beatificar o padre assassinado. O Papa assinou um decreto reconhecendo que o Padre Puglisi foi morto "por ódio à fé", o que significa que ele pode ser beatificado - o último passo antes da santidade - sem que um milagre seja atribuído à sua intercessão junto de Deus.
A beatificação de Pino Puglisi ocorreu em 25 de maio de 2013. A missa ao ar livre aconteceu no Foro Italico 'Umberto I', uma grande área verde que forma um dos passeios de Palermo. A Missa foi presidida pelo Cardeal Paolo Romeo, Arcebispo Metropolitano de Palermo, tendo o Cardeal Salvatore De Giorgi, Arcebispo Metropolitano Emérito de Palermo, como legado papal que realizou o rito de beatificação. As estimativas indicam que 50 000 pessoas assistiram à missa. Durante o seu Angelus, no domingo seguinte, 26 de maio, o Papa Francisco afirmou que o recém-beatificado Puglisi era antes de tudo "um padre exemplar e um mártir", além de condenar os grupos da Máfia.